# Champlay
Champlay és un municipi francès, situat al departament del Yonne i a la regió de Borgonya - Franc Comtat. L'any 2007 tenia 672 habitants.

## Demografia

### Població
El 2007 la població de fet de Champlay era de 672 persones. Hi havia 290 famílies, de les quals 78 eren unipersonals (39 homes que vivien sols i 39 dones que vivien soles), 108 parelles sense fills, 92 parelles amb fills i 12 famílies monoparentals amb fills.
La població ha evolucionat segons el següent gràfic:
Habitants censats

### Habitatges
El 2007 hi havia 353 habitatges, 292 eren l'habitatge principal de la família, 33 eren segones residències i 28 estaven desocupats. 344 eren cases i 7 eren apartaments. Dels 292 habitatges principals, 239 estaven ocupats pels seus propietaris, 45 estaven llogats i ocupats pels llogaters i 8 estaven cedits a títol gratuït; 1 tenia una cambra, 15 en tenien dues, 44 en tenien tres, 89 en tenien quatre i 143 en tenien cinc o més. 226 habitatges disposaven, pel cap baix, d'una plaça de pàrquing. A 120 habitatges hi havia un automòbil i a 152 n'hi havia dos o més.

### Piràmide de població
La piràmide de població per edats i sexe el 2009 era:
| Homes | Edats   | Dones |
| ----- | ------- | ----- |
| 0     | 95 o +  | 0     |
| 0     | 90 a 94 | 4     |
| 4     | 85 a 89 | 12    |
| 8     | 80 a 84 | 12    |
| 4     | 75 a 79 | 4     |
| 12    | 70 a 74 | 12    |
| 8     | 65 a 69 | 16    |
| 16    | 60 a 64 | 20    |
| 20    | 55 a 59 | 20    |
| 24    | 50 a 54 | 16    |
| 28    | 45 a 49 | 20    |
| 24    | 40 a 44 | 40    |
| 36    | 35 a 39 | 24    |
| 12    | 30 a 34 | 16    |
| 20    | 25 a 29 | 12    |
| 4     | 20 a 24 | 16    |
| 20    | 15 a 19 | 24    |
| 36    | 10 a 14 | 12    |
| 20    | 5 a 9   | 12    |
| 12    | 0 a 4   | 12    |

## Economia
El 2007 la població en edat de treballar era de 448 persones, 326 eren actives i 122 eren inactives. De les 326 persones actives 305 estaven ocupades (162 homes i 143 dones) i 23 estaven aturades (11 homes i 12 dones). De les 122 persones inactives 69 estaven jubilades, 21 estaven estudiant i 32 estaven classificades com a «altres inactius».

### Ingressos
El 2009 a Champlay hi havia 305 unitats fiscals que integraven 723 persones, i la mediana anual d'ingressos fiscals per persona era de 18.817 €.

### Activitats econòmiques
Dels 26 establiments que hi havia el 2007, 1 era d'una empresa extractiva, 1 d'una empresa alimentària, 3 d'empreses de fabricació d'altres productes industrials, 5 d'empreses de construcció, 7 d'empreses de comerç i reparació d'automòbils, 1 d'una empresa d'hostatgeria i restauració, 3 d'empreses financeres, 2 d'empreses immobiliàries, 2 d'empreses de serveis i 1 d'una empresa classificada com a «altres activitats de serveis».
Dels 7 establiments de servei als particulars que hi havia el 2009, 1 era una funerària, 1 un taller de reparació d'automòbils i de material agrícola, 2 guixaires pintors, 1 fusteria, 1 restaurant i 1 agència immobiliària.
L'únic establiment comercial que hi havia el 2009 era una fleca.
L'any 2000 a Champlay hi havia 13 explotacions agrícoles.

## Equipaments sanitaris i escolars
El 2009 hi havia 1 escola maternal, integrada dins d'un grup escolar amb les comunes properes, que formava una escola dispersa; i 1 escola elemental integrada dins d'un grup escolar amb les comunes properes, que també formava una escola dispersa.

## Poblacions més properes
El següent diagrama mostra les poblacions més properes.